# Halti
Halti, noto anche con i nomi di Haltitunturi, Haltia o Haltiatunturi (in svedese Haldefjäll, in sami settentrionale Háldi) è la montagna delle Alpi scandinave dove è localizzato il punto più elevato (1.324 m s.l.m.) del territorio della Finlandia.

## Descrizione
Il monte Halti è situato nell'estremo nord-ovest del Paese, nella provincia della Lapponia al confine con la Norvegia, nel territorio del comune di Enontekiö.
La sommità della montagna è a quota 1.365 m e si trova in territorio norvegese, dove prende il nome di Ráisduattarháldi. Il punto più elevato del territorio finlandese è situato in costa ed è noto come Hálditšohkka, esattamente al confine con la Norvegia. La più elevata montagna la cui sommità si trova in Finlandia è il monte Ridnitšohkka (1.317 m).
Nel dicembre del 2015 è stata lanciata in Norvegia una campagna su Facebook per cedere la cima della montagna (che è norvegese per soli venti metri) come regalo per il 2017, centenario dell'indipendenza della Finlandia dall'Impero russo. Nel 2016 tuttavia la prima ministra norvegese Erna Solberg ha dichiarato che la cessione non è possibile in quanto violerebbe l'articolo 1 della Costituzione norvegese.
Al monte è stato dedicato un asteroide, 1460 Haltia, scoperto nel 1937.

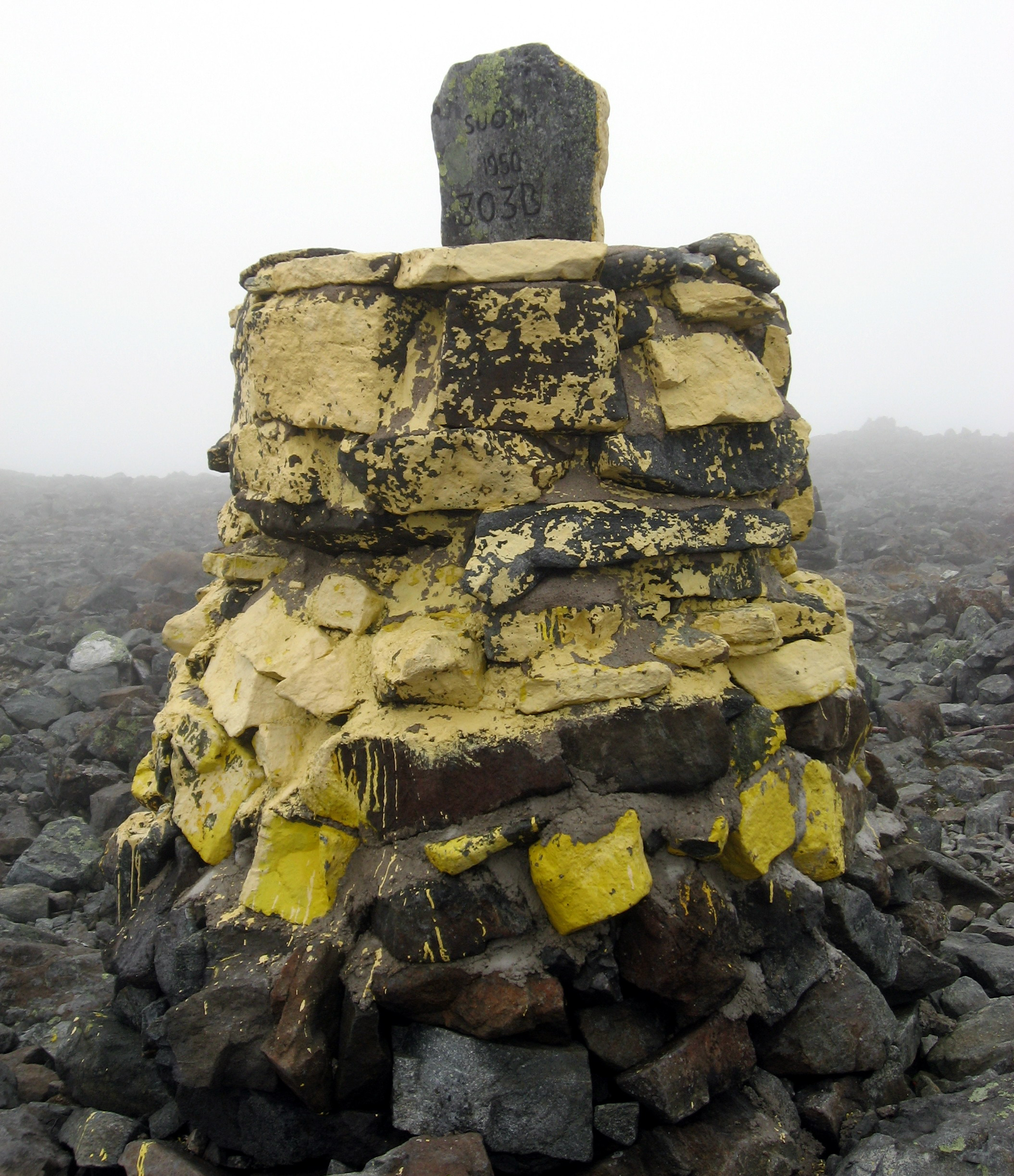
La cima dell'Halti